# Petronasova stolpa
Petronasova stolpa, (malajsko Menara Berkembar Petronas) znana tudi kot Petronasova dvojčka in pogovorno KLCC Twin Towers, sta medsebojno povezan par 88-nadstropnih supervisokih nebotičnikov v Kuala Lumpurju v Maleziji, ki se dvigata na 451,9 m. Od leta 1996 do 2004 sta bila najvišji stavbi na svetu, dokler ju ni presegla stavba Taipei 101. Petronasova stolpa ostajata najvišja dvojčka na svetu, saj prekašata prvotna stolpa Svetovnega trgovinskega centra v New Yorku, in sta bila najvišja stavba v Maleziji do leta 2021, ko ju je presegel Merdeka 118. Petronasova stolpa sta glavna znamenitost Kuala Lumpurja, skupaj z bližnjim stolpom Kuala Lumpur in Merdeko 118 in sta vidna na mnogih mestih po mestu.

## Zgodovina in arhitektura
Konstrukcijski sistem stolpov Petronas je cev v cevi, ki jo je izumil bangladeško-ameriški arhitekt Fazlur Rahman Khan. Uporaba cevne konstrukcije za ekstremno visoke stavbe je pogost pojav. 88-nadstropna stolpa sta zgrajeni večinoma iz armiranega betona, z jekleno in stekleno fasado, zasnovano tako, da spominja na motive iz islamske umetnosti, kar odraža malezijsko muslimansko vero. Drug islamski vpliv na zasnovo je, da prečni prerez stolpov temelji na Rub el Hizb, čeprav z dodanimi krožnimi sektorji, da bi zadostili zahtevam po pisarniškem prostoru. Krožni sektorji so podobni spodnjemu delu Qutub Minarja.
Stolpa je zasnoval argentinsko-ameriški arhitekt César Pelli. Izbran je bil značilen postmodernistični slog, da bi ustvaril ikono 21. stoletja za Kuala Lumpur v Maleziji. Načrtovanje Petronasovih stolpovse je začelo 1. januarja 1992 in je vključevalo stroge teste in simulacije vetra in strukturnih obremenitev. Na nekdanjem mestu prvotnega kluba Selangor Turf Club je sledilo sedem let gradnje, ki se je začela 1. marca 1993 z izkopavanjem, ki je vključevalo premikanje 500 tovornjakov zemlje vsako noč, da bi se izkopalo 30 m pod površjem. Gradnja nadgradnje se je začela 1. aprila 1994. Notranjost s pohištvom je bila dokončana 1. januarja 1996, zvonika stolpa 1 in stolpa 2 pa 1. marca 1996, 3 leta po začetku gradnje, prva skupina Petronasovih delavcev se je v stavbo vselila 1. januarja 1997. Stavbo je 31. avgusta 1999 uradno odprl malezijski premier Tun Dr. Mahathir bin Mohamad. Dvojčka sta bila zgrajena na mestu dirkališča v Kuala Lumpurju. V času dokončanja je bila to najvišja stavba v Maleziji. Testne vrtine so pokazale, da je prvotno gradbišče dejansko stalo na robu pečine. Ena polovica gradbišča je bila iz razpadajočega apnenca, druga polovica pa iz mehke kamnine. Celotno gradbišče so premaknili za 61 m, da bi lahko stavbe v celoti stale na mehki kamnini. Zaradi globine kamninske podlage so bile stavbe zgrajene na najglobljih temeljih na svetu. V zemljo so bili izvrtani 104 betonski piloti, globoki od 60 do 114 m. Betonski temelj, ki je obsegal 13.200 m3 betona, je bil neprekinjeno vlit v obdobju 54 ur za vsak stolp. Splav je debel 4,6 m, tehta 32.500 t in je do leta 2007 držal svetovni rekord za največje vlivanje betona. Temelje je v 12 mesecih dokončal Bachy Soletanche in so zahtevali ogromne količine betona.
Ker je malezijska vlada določila, da morajo biti stavbe dokončane v šestih letih, sta bila za izpolnitev roka najeta dva gradbena konzorcija, po eden za vsak stolp. Stolp 1, zahodni stolp (levo na zgornji desni fotografiji), je zgradil japonski konzorcij pod vodstvom korporacije Hazama (JA Jones Construction Co., MMC Engineering Services Sdn Bhd, Ho Hup Construction Co. Bhd in Mitsubishi Corp), medtem ko je stolp 2, vzhodni stolp (desno na zgornji desni fotografiji) zgradil južnokorejski konzorcij pod vodstvom korporacije Samsung C&T (Kukdong Engineering & Construction in Syarikat Jasatera Sdn Bhd).
Na začetku gradnje je ena serija betona padla na rutinskem preizkusu trdnosti, zaradi česar se je gradnja popolnoma ustavila. Vsa dokončana nadstropja so bila preizkušena, vendar se je izkazalo, da je bila le ena uporabljena slaba serija, zato so jo porušili. Zaradi odpovedi betona je bila vsaka nova serija preizkušena pred vlivanjem. Zaustavitev gradnje je stala 700.000 ameriških dolarjev na dan in je privedla do postavitve treh ločenih betonarn na gradbišču, da bi zagotovili, da če ena proizvede slabo serijo, drugi dve lahko nadaljujeta z dobavo betona. Pogodbo za nebesni most je izpolnilo podjetje Kukdong Engineering & Construction. Stolp 2 (Samsung C&T) je postal prvi, ki je dosegel najvišjo stavbo na svetu takrat.
Ko je stolp 2 dosegel 72. nadstropje, so inženirji ugotovili, da se stolp 1 nagiba približno 25 milimetrov od navpičnice – ali skoraj centimeter. Da bi popravili nagib, so naslednjih 16 nadstropij nagnili nazaj za 20 milimetrov. Geodeti so dvakrat na dan preverjali navpičnost do dokončanja stavbe.
Zaradi ogromnih stroškov uvoza jekla sta bila stolpa zgrajena na cenejši radikalni zasnovi super visoko trdnostnega armiranega betona. Visoko trdnostni beton je material, ki ga poznajo azijski izvajalci, in je dvakrat učinkovitejši od jekla pri zmanjševanju nihanja; vendar pa zaradi njega je stavba dvakrat težja na svojih temeljih kot primerljiva jeklena stavba. Stolpa, ki ju podpirajo 23 x 23 metrov veliki betonski nosilci in zunanji obroč široko razporejenih super stebrov, uporabljata prefinjen konstrukcijski sistem, ki se prilagaja vitkemu profilu in zagotavlja 560.000 kvadratnih metrov pisarniških prostorov brez stebrov. Pod dvojčkoma je nakupovalno središče Suria KLCC in filharmonična dvorana Petronas, dom Malezijske filharmonije.

## Nebeški most
Stolpa v 41. in 42. nadstropju POVEZUJE dvonadstropni zračni most, kar drži rekord za najvišji dvonadstropni most na svetu. Nebeški most deluje tudi kot ključni oblikovni element, ki olajša gibanje med obema stolpoma med močnim vetrom. Most je 170 m nad tlemi in dolg 58,4 m, tehta pa 750 t. Isto nadstropje je znano tudi kot podij, saj morajo obiskovalci, ki gredo v višja nadstropja, tukaj prestopiti z dvigali. Izvedene so bile dinamične analize, ki so bile ponovljene, da bi podprle končno zasnovo s preučevanjem strukturnega obnašanja dvojčkov na časovno spremenljive obremenitve, kot so potresi in veter. Nebeški most je odprt za vse obiskovalce, vendar je število vstopnic omejeno na približno 1000 ljudi na dan, pri čemer je približno polovico mogoče kupiti na spletu, drugo polovico pa dobiti po načelu 'kdor prej pride, prej melje'. Petronas je začel prodajati vstopnice leta 2010, s čimer je ukinil brezplačne oglede. 
Nadstrešek deluje tudi kot varnostna naprava, tako da se lahko najemniki v primeru požara ali druge izredne situacije v enem stolpu evakuirajo s prečkanjem nadstreška v drugi stolp. Popolna evakuacija, ki jo je sprožila bombna potegavščina 12. septembra 2001 (dan po napadih 11. septembra, ki so uničili dvojčka Svetovnega trgovinskega centra v New Yorku), je pokazala, da most ne bi bil uporaben, če bi bilo treba oba stolpa izprazniti hkrati, saj zmogljivost stopnišč za tak dogodek ni bila zadostna. Načrti torej predvidevajo uporabo dvigal, če je treba evakuirati oba stolpa, in leta 2005 je bila izvedena uspešna vaja po revidiranem načrtu.
Nebeški most podpirata dva tečajna loka z ločnima nogama, vsaka dolga 51 m, ki sta pritrjena na 29. nadstropje vsakega od stolpov. Po izgradnji na tleh je bil nebeški most julija 1995 v treh dneh dvignjen na svoje mesto na stolpih. Nebeški most povezuje konferenčno sobo, jedilnico za vodstvo in molilnico.
- Nebeški most povezuje stolpa
- Pogled od znotraj na nebeški most
- Pogled proti severozahodu z mostu nad stolpi Petronas Towers, vključno s senco stolpa 1 in mostu ter stavbo Public Bank Berhad

## Dvigalni sistem
Glavna skupina dvigal je v središču vsakega stolpa. Vsa glavna dvigala so dvonadstropna, pri čemer spodnja etaža dvigala potnike pelje v soda nadstropja, zgornja pa v liha nadstropja. Da bi dosegli liho nadstropje s tal, se morajo potniki do zgornje etaže dvigala povzpeti s tekočimi stopnicami.
Obstaja 29 dvonadstropnih potniških dvigal, vendar obstajajo različni kompleti, ki oskrbujejo določena nadstropja stolpov, natančneje dva kompleta po šest teh dvonadstropnih potniških dvigal do nadstropij 1–23 oziroma 1–37. Drug komplet 5 potniških dvigal prevaža potnike do 41. in 42. nadstropja, kjer lahko prestopijo na drugo dvigalo, da dosežejo zgornje cone stavb, vsako dvonadstropno potniško dvigalo pa ima kapaciteto 52 potnikov oziroma 26 potnikov na etažo. Za večjo uporabnost je na voljo tudi 6 težkih dvigal.

## Servisna stavba
Servisna stavba stoji vzhodno od Petronasovih stolpov in vsebuje sistem hladilnih naprav ter hladilne stolpe, ki v stolpih vzdržujejo udobno temperaturo.